# Le Seigneur des anneaux : La Bataille pour la Terre du Milieu II
Le Seigneur des Anneaux : La Bataille pour la Terre du Milieu II (en anglais Battle for Middle-earth II) est un jeu vidéo de stratégie en temps réel, développé par EA Los Angeles et édité par Electronic Arts ; il s'inspire des romans Le Seigneur des anneaux et Le Hobbit de J. R. R. Tolkien, ainsi que de la trilogie cinématographique de Peter Jackson.
Au départ, il n'est censé être qu'un add-on pour La Bataille pour la Terre du Milieu, édité en 2004 par Electronic Arts, mais il se révèle, par la suite, que le jeu est passé à un stade indépendant qui permet de jouer toutes les batailles des trois films de Peter Jackson.[réf. nécessaire]

## Présentation technique

### Plateformes
La Bataille pour la Terre du Milieu II est distribué pour PC sous Windows et pour Xbox 360. Les deux versions peuvent utiliser un accès à Internet, après une inscription sur le portail d'Electronic Arts pour la version PC et via le service  Xbox Live de la version pour Xbox 360, pour le jeu en réseau et pour télécharger des contenus et des modifications.
Le jeu peut se faire en solo (modes « Escarmouche » et « Campagne » sur les deux plateformes, et mode « Guerre de l'Anneau » sous PC) ou en mode « Escarmouche » multijoueur (jusqu'à 8 joueurs via Internet et réseau local sous Windows, jusqu'à 4 joueurs sur le Xbox Live).
La version pour Xbox 360 possède quatre modes multijoueur en supplément de la version PC : « Capture and hold », « King of the Hill », « La course aux ressources » et « Héros contre héros ». Elle est également plus riche en effets visuels et animations, et rend possible le recours à une plus haute résolution (jusqu'à 720 dpi). En revanche, il n'y a pas la possibilité de créer un héros.

### Modes de jeu
Les trois modes de jeu sont : « Escarmouche », où le joueur choisit un adversaire et tente de le vaincre ; « Campagne », où il suit un scénario et accomplit différentes tâches, et « Guerre de l'Anneau ». Les deux premiers sont similaires à ceux du premier jeu, le troisième une nouveauté.
Mode « Escarmouche »Ce mode permet de jouer une partie solo contre l'intelligence artificielle ou une partie réseau multijoueur. Le joueur débute avec une forteresse et deux constructeurs ; le vainqueur est celui qui détruit tous les bâtiments des joueurs ennemis. Le terrain de jeu est choisi parmi une quarantaine issus des livres, comme le Caradhras, les landes d'Etten, la forêt Noire, la Comté, la forêt de Fangorn, le pays de Dun et la Porte Noire ; il existe également plusieurs cartes de forteresses (Minas Tirith, Gouffre de Helm, Isengard, Minas Morgul, Dol Guldur, Mithlond, Erebor, Fondcombe), permettant au joueur de contrôler ou d'assiéger la forteresse.
Mode « Guerre de l'Anneau »Ce nouveau mode combine des éléments de tour par tour à la manière du jeu de plateau Risk, avec des escarmouches en temps réel. La Terre du Milieu est divisée en territoires. À chaque tour, le joueur peut soit construire des bâtiments, déplacer ses armées, former des troupes, etc. sur les territoires qu'il a acquis, soit déplacer ses armées dans des territoires neutres qui passent sous son contrôle, soit attaquer des territoires ennemis. Dans ce dernier cas, l'issue de l'affrontement peut être soit calculée par l'ordinateur, soit décidée par une partie temps réel. Le vainqueur de la bataille gagne le territoire, et toutes les unités survivantes gagnent des points d'expérience. Pour gagner le jeu, les joueurs doivent, soit contrôler le territoire principal de l'ennemi, soit dominer un nombre déterminé de territoires de la Terre du Milieu,,,. Chaque territoire ne comporte que deux emplacements sur lesquels bâtir des structures.
Mode « Campagne »Le jeu propose deux campagnes, celle du Bien et celle du Mal, dont les scénarios se concentrent particulièrement sur les batailles livrées par les factions introduites depuis le premier jeu, : celle du Bien est centrée sur les Elfes et les Nains, suivant les péripéties de l'Elfe Glorfindel, averti de l'imminence d'une attaque lancée sur Fondcombe ; celle du Mal est centrée sur les Gobelins du Mordor, que Sauron demande à la Bouche de Sauron aux Nazgûl de regrouper en vue d'une attaque. Dans chaque campagne, le joueur se voit proposer d'accomplir huit missions. Des scènes cinématiques exposent entre les missions l'intrigue. Contrairement à ce qui se passe dans BFME, les campagnes suivent une intrigue linéaire. Au début du jeu, le joueur peut choisir un des quatre niveaux de difficulté : « Facile », « Moyen », « Difficile » et « Très Difficile ».

## Univers
Le scénario du jeu développe les évènements mineurs de la guerre de l'Anneau se déroulant dans les régions septentrionales de la Terre du Milieu. Pour les besoins du jeu, de nombreuses libertés sont prises avec les œuvres de J. R. R. Tolkien comme avec la trilogie cinématographique de Peter Jackson : certains personnages voient leur apparence, leurs capacités ou leur rôle modifiés ; par exemple, Tom Bombadil participe aux combats,. Le roman Le Hobbit fournit aussi des éléments au jeu, comme les Araignées Géantes de la Forêt Noire,.

### Factions
La Bataille pour la Terre du Milieu permettait de jouer quatre factions : le Rohan, le Gondor, l'Isengard et le Mordor ; sa suite fusionne les deux premières sous le nom d'Hommes de l'Ouest, et ajoute les Gobelins (des monts Brumeux), les Nains et les Elfes,.
FACTION DU BIEN
Faction des ElfesLes Elfes sont ceux de Lothlórien et de la Forêt Noire, et ont Elrond pour guide. Les archers elfiques sont efficaces pour infliger des dégâts à distance, et leurs unités de soutien, les Ents, peuvent accomplir des combinaisons d'attaques de mêlée et de siège. Ils ont comme héros : Glorfindel, Thranduil, Elrond, Haldir, Legolas, Arwen, et Sylvebarbe.
Faction des Hommes de l'OuestLes Hommes de l'Ouest sont sous le commandement d'Aragorn et du roi Théoden. Les troupes du Gondor représentent une solide base d'attaque et de défense, avec une infanterie et des archers standard, et les Rohirrim du Rohan jouent le rôle d'une cavalerie d'élite. Ils ont comme héros : Théoden, Éomer, Éowyn, Gandalf, Boromir, Aragorn, Faramir, et les quatre Hobbits Merry, Pippin, Frodon, Sam, qui n'apparaissent que lors de l'utilisation du pouvoir « Invocation des Hobbits ».
Faction des NainsLes Nains ont Erebor pour principale cité, sous la direction du roi Dáin. Bien qu'ils soient lents et coûteux, les fantassins, piquiers et lanceurs de haches Nains sont très puissants et bien protégés. Ils ont comme héros : Gimli, Glóin, et le roi Dáin.
FACTION DU MAL
Faction des GobelinsLa faction des Gobelins est dirigée par le roi des Gobelins, Gorkil, et regroupe différentes créatures sauvages et bêtes de la Terre du Milieu : Gobelins, des Trolls, des Araignées et des Dragons. Ces troupes sont efficaces lorsqu'elles sont nombreuses. Elle a comme héros : Gorkil (le roi des Gobelins), Drogoth (le Seigneur des dragons), et Arachne.
Faction de l'IsengardLes troupes de l'Isengard sont des Uruk-hais hautement entraînés, sous le commandement de Saroumane. Des Berserker sont utilisés par l'Isengard sous forme d'armées uniques, qui se déplacent très vite, et infligent des dégâts importants. En sus, l'Isengard est la seule faction du Mal qui puisse construire des murs. Ils ont comme héros : Saroumane, Lurtz, Sharkou, et Langue-de-Serpent.
Faction du MordorLes forces du Mordor sont un mélange d'Orques, d'Hommes, de Trolls et de lieutenants de Sauron. À l'instar des Gobelins, les Orques du Mordor ont des armures résistantes, ce qui les rend utiles pour absorber les dégâts de l'ennemi, alors que des unités plus puissantes sont utilisées pour attaquer ce dernier. Les Trolls forment le cœur des forces du Mordor, avec leurs puissantes attaques de mêlée et leur capacité à lancer des rochers. Les troupes du Mordor sont placées sous le commandement du Roi-sorcier et des Nazgûl, et ont comme héros : le Roi-Sorcier, 2 Nazgûl sur  montures ailées, la Bouche de Sauron et trois Nazgûl à cheval.
Il est également possible d'invoquer Sauron et Galadriel en tuant Gollum et en ramenant l'anneau à sa forteresse. Sauron est disponible pour les factions du mal et Galadriel pour celles du bien.

### Campagne du Bien
La Campagne du Bien débute avec Elrond et Glóin préparant les guerres du Nord, après le départ de la Communauté de l'Anneau dans sa quête de destruction de l'Anneau unique (dont l'histoire est contée par Tolkien dans le deuxième livre du Seigneur des anneaux, soit la deuxième partie de La Communauté de l'anneau).
Le héros elfique Glorfindel (qui dans La Communauté de l'anneau sauve Frodon des Cavaliers noirs) découvre l'imminence d'une attaque contre la communauté elfique de Fondcombe, qui prépare ses forces grâce à cet avertissement précoce. La première mission, « Fondcombe » (jouée avec les Elfes, et les héros : Glorfindel, Elrond, Glóin, Arwen) consiste à repousser les attaques des Gobelins contre Fondcombe ; la deuxième, « Haut Col » (avec la même faction, et les héros Glorfindel, Glóin, Haldir), à détruire le camp Gobelin ; lorsque les Elfes ont presque réussi, surgit le Gardien — inspiré du Guetteur de l'Eau —, qu'ils attaquent avec l'aide de flèches.
À la suite de ce combat, Elrond se rend compte que les Elfes et les Nains doivent joindre leurs forces pour défaire Sauron et ses alliés. La bataille suivante, « landes d'Etten », prend place dans la capitale des Gobelins (avec comme faction les Elfes et comme héros Glorfindel, Glóin et Haldir) ; la forteresse des Gobelins est détruite et leur roi tué. On apprend alors que les Gobelins, sur l'ordre de Sauron, ont enrôlé Drogoth, un seigneur Dragon, et qu'il sème la destruction chez les Nains des Montagnes Bleues ; la mission « Montagnes Bleues » (factions : Elfes et Nains, héros : Glorfindel, Glóin) consiste à le débusquer et le vaincre dans des galeries souterraines.
Les Havres Gris, un port Elfique de la côte Ouest, construit sur les rives du Lindon, sont attaqués par les Corsaires d'Umbar, alliés avec Sauron. La mission « Havres Gris » consiste, avec les Elfes de Glorfindel, puis les Nains de Glóin, à reprendre la ville. On découvre ensuite que les Gobelins préparent une contre-attaque. La mission « Fleuve Celduin » (avec les Nains et le héros Dáin) consiste à aller sauver un groupe de Nains et d'Hommes, détruire en passant un campement d'Orientaux, puis à défendre une ville contre les attaques des Corsaires d'Umbar et des Mumakils, et enfin à détruire la base du Mordor.
La septième mission « Erebor » (avec la faction naine, et les héros : Dáin, Thranduil, Glorfindel et Glóin) consiste à défendre la ville éponyme et le Val, assiégés par le Mordor ; le joueur doit repousser avec Dáin les attaques ennemies, jusqu'à ce qu'arrivent en renfort les Elfes de la forêt Noire, dirigés par Thranduil. La dernière mission, « Dol Guldur », réunit les deux factions ainsi que les Ents et les Aigles, et les héros Elrond, Glorfindel, Glóin, Arwen, Thranduil et Dáin, pour attaquer la forteresse de Sauron dans la Forêt Noire ; Elrond assiège Dol Guldur puis allume les feux de signalisation pour appeler des renforts.

### Campagne du Mal
La Campagne du Mal présente une version différente des guerres du Nord. Sauron envoie la Bouche de Sauron et les Nazgûl dans le Nord pour enrôler des Gobelins sauvages. Ses lieutenants prennent la tête de l'armée des Gobelins et lancent un assaut sur la forêt elfique de Lórien, fief de Galadriel.
C'est la première mission, « Lothlórien » (menée avec la faction des Gobelins, et les héros la Bouche de Sauron et trois Nazgûl) : il faut lever une armée de Gobelins et abattre les défenseurs de la forêt et du Caras Galadhon ; en cas de victoire, Celeborn est tué et Galadriel en fuite à Fondcombe ; la Bouche de Sauron scrute avidement le Miroir de Galadriel, qui a été capturé, afin de préparer son attaque suivante. Un autre groupe de Gobelins, conduit par leur roi, attaque les « Havres Gris » (sont joués les Gobelins et le Mordor, avec comme héros Gorkil) ; les Corsaires d'Umbar empêchent les Elfes de fuir par la mer, et détruisent tous les vaisseaux de transport, avant l'assaut contre la ville.
La marche à travers l'Eriador commence, et les Hobbits de la Comté sont choisis comme cible suivante. La mission « La Comté » (avec les Gobelins de Gorkil) consiste à s'emparer du pays malgré le renfort des rôdeurs Dúnedain ; soudain, Langue de Serpent apparaît avec une grande armée d'Uruks de l'Isengard et revendique le pays pour son maître Saroumane ; il faut défaire l'armée et le roi Gorkil tue Gríma. Suit la bataille « Fornost » (avec les Gobelins de Gorkil) dans les ruines fortifiées de l'ancienne capitale d'Arnor, où il faut faire plier les défenseurs dúnedain et nains — ces derniers employant une arme puissante, le Marteau de la Terre.
Sauron lance une campagne simultanée à l'Est des Monts Brumeux. La cinquième mission, « La forêt Noire » (avec le Mordor, et les héros la Bouche de Sauron, les Nazgûl, et Arachne), consiste à  contrôler divers points stratégiques qui surveillent la route de la forêt Noire, contre les Elfes de Thranduil et les Ents ; la sixième, « Les brandes desséchées » (avec le Mordor, et les héros la Bouche de Sauron et les Nazgûl), à délivrer les Dragons de feu captifs des Nains, et rejoindre leur seigneur, Drogoth, pour lui porter secours. La septième mission, « Erebor » (avec comme héros la Bouche de Sauron et les Nazgûl) consiste à assiéger les Nains et les Hommes d'Erebor, contre l'armée de Nains de Glóin.
La bataille finale, « Fondcombe » réunit les factions des Gobelins et du Mordor, et les héros Gorkil, Arachne, Drogoth, la Bouche de Sauron, des Nazgûl, le Roi-Sorcier d'Angmar et Sauron, qui a repris l'Anneau unique à la mort de Frodon. La communauté elfique de Fondcombe est assiégée, défendue par Arwen et Elrond et en renfort les Aigles, l'armée des Morts, et une partie de la Communauté de l'Anneau.

## Fonctionnement du jeu

### Constructions
La Bataille pour la Terre du Milieu II est un jeu de stratégie en temps réel. Les combats peuvent se dérouler sur terre, sur mer (avec des bateaux), mais aussi dans les airs, comme lorsque les Nazgûl du Mordor affrontent les Aigles des elfes. Cependant, les conflits en mer ne sont pas très bien intégrés dans le contexte de la guerre et ne jouent pas un rôle majeur dans le jeu.
De même que pour La Bataille pour la Terre du Milieu, le joueur doit construire une base, puis des équipements, pour produire des unités, collecter des ressources, procéder à des améliorations et mettre en place des défenses. Les unités sont utilisées pour attaquer l'ennemi et défendre la base du joueur. Les joueurs remportent l'affrontement lorsqu'ils éliminent toutes les unités et structures de l'ennemi,. À la différence du jeu précédent, le joueur n'est pas limité en nombre de bâtiments, ni ne se voit imposé l'emplacement de construction, ce qui lui offre plus de liberté dans la construction des bases et la production des unités. Les joueurs peuvent construire des forteresses pour protéger leur base, autour desquelles ils peuvent aussi ériger en soutien, sur des emplacements de construction prédéterminés, des tours pour les archers et les catapultes, et construire des murs voisins des forteresses, de toute longueur, et dans n'importe quelle direction, ce qui assure une protection élémentaire,,. Les murs n'ont pas l'obligation d'être rectilignes, et peuvent être construits sur des terrains infranchissables pour les unités, comme les montagnes. La construction d'un bâtiment nécessite une unité de constructeurs, seule capable de les édifier ; chaque joueur en possède deux au début du jeu.
La construction de forteresses, la recherche de nouvelles techniques ou la création de nouveaux soldats ont un coût. Pour acquérir des unités ou des structures, il est, préalablement, nécessaire de construire des puits de mine ou des ateliers qui créent des ressources. Ces structures très importantes, au-delà de la production de ressources, permettent d'augmenter les points de commandement, c'est-à-dire le nombre maximal d'unités qu'il est possible de créer. Chaque structure productive donne 50 points de commandement supplémentaires. Le rendement de ces installations dépend de l'emplacement de leur construction et des distances qui les séparent. Plus il y a d'espace libre dans leur voisinage, et plus leur productivité est grande. À la différence de toutes les autres structures du jeu, que l'on peut améliorer en investissant des ressources, celles-ci ne s'améliorent qu'avec le temps. Une fois le niveau maximal atteint (niveau 3), il apparaît une forme basique de défense, généralement une petite tour, utile contre les adversaires les plus faibles. Au début du jeu, le joueur commence avec un certain  nombre de ressources. Une façon, propre aux factions du Mal, d'acquérir des ressources est de couper du bois. Des unités de bûcherons peuvent être créées, mais elles peuvent aussi être détruites par l'ennemi.

### Unités et héros
Les unités de chaque faction sont réparties dans une des classes suivantes : infanterie, archers,, piquiers,, cavalerie ou engin de siège ; chaque classe a ses propres forces et faiblesses.
HérosLes héros sont des unités uniques, au sens où un héros ne peut être obtenu en double. Il est possible de les ressusciter à la forteresse après leur mort, pour un coût plus bas que celui de départ. Parmi celles définies par défaut, on trouve une majorité de personnages du roman ; elles peuvent cependant être créées par le Créateur de Héros du jeu,,. Ces héros peuvent être utilisés dans les modes de jeu « Escarmouche » ou « Guerre de l'Anneau », mais pas dans le mode « Campagne ». Leur rôle devient de plus en plus important, au fur et à mesure que l'on progresse en niveau, le héros gagnant alors de nouvelles attaques et compétences dépendantes de sa classe. Les héros de l'Anneau Galadriel et Sauron ne peuvent être invoqués qu'après la mort du personnage non-joueur Gollum.
Personnages non-joueursSur pratiquement toutes les cartes se trouvent des bêtes sauvages, qui peuvent être domptées par les factions du Mordor et des Gobelins, généralement grâce à une compétence du Palantir. Ces bêtes sauvages sont des Gobelins, des Araignées, des Trolls ou des Dragons de feu (Drakes de feu). Gollum est également un personnage non-joueur, qui erre sur la carte et ne devient visible que si des troupes alliées s'approchent de lui. Il permet, s'il est tué de récupérer l'Anneau unique ; l'unité qui le détient devient visible à tous sur la mini-carte ;  si l'objet est rapporté à la base du joueur, l'un des deux héros de l'Anneau peut être invoqué.
Héros de l'AnneauSi un joueur a tué le personnage non-joueur Gollum, et ramené l'Anneau unique à sa base, il peut invoquer (selon sa faction : la première pour les factions Elfes, Hommes de l'Ouest et Nains, le second pour les factions Mordor, Isengard et Gobelins) l'un des deux « héros de l'Anneau » : Galadriel ou Sauron. Ces deux héros ont des armures extrêmement résistantes et peuvent utiliser le pouvoir d'« engendrer la terreur », qui fait littéralement tomber toutes les unités ennemies qui se trouvent à proximité immédiate, ce qui en fait les unités les plus puissantes du jeu. L'anneau donne aussi la position d'un certain nombre de forces spéciales,. Si un héros de l'Anneau est tué, l'artefact tombe à terre et une nouvelle faction peut s'en emparer. La mort d'un Héros de l'Anneau provoque une onde de choc qui souffle toutes les unités voisines.

### Interface
L'affichage tête haute du jeu, appelé le Palantír, montre les unités du héros du joueur et leurs capacités, une mini-carte, et les objectifs du scénario. Il existe un système de points de bonus, affichés par le palantír, similaire à celui du jeu précédent : ils augmentent lorsqu'une unité ennemie est tuée, ou un bâtiment détruit ; à partir d'un certain  niveau, cela permet d'obtenir une aide extérieure: l'invocation de Hobbits pour les Nains, ou encore de Rohirrins pour les Hommes de l'Ouest.
Les joueurs ont la possibilité de créer leurs propres héros,,. Il peut choisir entre six types de personnages : pour le Bien, les humains (capitaine ou dame protectrice), les elfes et les nains (maître d'œuvre) ; pour le Mal, les créatures de Sauron (trolls, orques ou ourouk-haï) et les hommes corrompus (orientaux ou haradrim) ; les magiciens (ermite ou avatar) peuvent être bons ou mauvais. Le joueur personnalise l'apparence du héros, puis ses caractéristiques (armes, armure, puissance, santé, régénération et vision), puis les pouvoirs, et le nomme.
La musique et les effets sonores, dus à Howard Shore, sont, pour l'essentiel, repris du jeu précédent et de la trilogie cinématographique.

## Historique
Le 22 juillet 2005, Tolkien Enterprises autorise l'éditeur de jeu Electronic Arts à concevoir les jeux vidéo basés directement sur le roman Le Seigneur des anneaux, en complément d'un précédent accord de 2001 autorisant les adaptations vidéoludiques des trois films de Peter Jackson. Lors de l'annonce de cet arrangement, Electronic Arts annonce que deux jeux seront travaillés avec cette licence par le studio EA Los Angeles : Le Seigneur des Anneaux : La Bataille pour la Terre du Milieu II, pour Windows, une suite de Le Seigneur des Anneaux : La Bataille pour la Terre du Milieu, et Le Seigneur des Anneaux : Tactics, pour la PlayStation Portable.

### Travail artistique

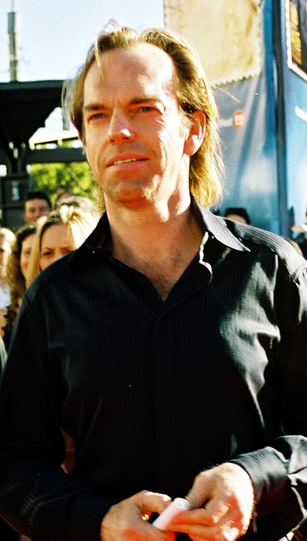
Hugo Weaving, l'interprète d'Elrond dans la trilogie cinématographique du Seigneur des Anneaux, sert de narrateur principal dans le jeu.

Le 10 novembre 2005, Electronic Arts annonce avoir recruté deux personnes ayant travaillé sur la trilogie cinématographique Le Seigneur des anneaux : Hugo Weaving, l'interprète d'Elrond, en tant que narrateur principal, pour « faire vivre à chacun l'histoire du jeu et le monde de la Terre du Milieu » ; et John Howe, illustrateur spécialiste de Tolkien, pour « visualiser les créatures clés du jeu ». La version française n'a cependant pas utilisé les voix qui avaient servi à doubler les acteurs dans la trilogie de Peter Jackson, ce qui s'est parfois révélé déroutant.
Richard Taylor, directeur des effets spéciaux des films de Jackson, est responsable des séquences cinématiques initiale et finale du jeu, ainsi que des introductions aux campagnes et missions. Il fait appel à plusieurs artistes comme Ryan Church (en), Feng Zhu et Michael Zimmerman, car de nombreux personnages et créatures sont pour la première fois modelés, étant empruntés directement à l'univers du roman plutôt qu'à celui des films.

### Développement
Le moteur 3D utilisé, SAGE (en), est amélioré pour utiliser les shaders programmables dans DirectX 9. Le jeu en tire principalement parti dans le cadre du rendu de l'eau, qui prend de l'importance par rapport au premier opus en raison de l'apparition de batailles navales ; les techniques sont similaires à celles utilisées dans les films lorsque l'eau est animée, reflétant la surface et les lumières sur chacune des vaguelettes ; des villes perdues, des coraux et des poissons ont été ajoutés sous l'eau, pour améliorer l'effet. La conception graphique générale bénéficie de l'expérience acquise avec Command and Conquer: Generals.
Electronic Arts indique le 13 janvier 2006 qu'une version de BFMEII pour Xbox 360 est en cours de conception, et promet de fournir une « interface de contrôle unique et intuitive » mise au point par le concepteur de jeux vidéo Louis Castle, cofondateur du studio de développement Westwood Studios ; le service Xbox Live doit permettre de jouer en réseau. Castle se montre très motivé par le travail de portage du jeu sur console : « Vivre ces batailles cinématiques en haute définition sur la Xbox 360, avec un son surround étonnant, tout ceci dans le confort du canapé de votre salon, est une expérience extraordinaire. […] Y ajouter la possibilité de jouer avec des amis via Xbox Live est aussi vraiment excitant ».

### Édition et extension
La version Windows du jeu est publiée par EA Games en mars 2006 (sorti le 2 mars en France, au prix de 57 euros ; distribué par EA Polska le 3 mars en Pologne ; etc.), et la version pour Xbox 360 le 5 juillet de la même année. À côté de l'édition standard, une édition Collector est sortie, contenant un DVD en bonus, avec des suppléments en haute définition, tels que la partition musicale originale complète, des scènes cinématiques et d'introduction du jeu, le documentaire La conception de La Bataille pour la Terre du Milieu II et L'Art du Jeu, une collection présentant des centaines de peintures cinématiques et d'œuvres d'art conceptuel créés pour le jeu.
Le 27 juillet 2006, Electronic Arts annonce que son studio EA Los Angeles va publier une extension pour Windows : L'Avènement du Roi-Sorcier, qui présente une campagne pour joueur solo, une nouvelle faction du nom d'Angmar, de nouvelles unités (Les Orques des monts Gundabad) et de nombreuses améliorations dans la conduite du jeu, comme le rôle de la neige. La sortie est prévue pour la saison des vacances 2006. Le jeu, produit par Amir Rahimi, doit permettre aux joueurs de combattre dans les guerres qui ont précédé les romans du Seigneur des Anneaux. L'histoire suit le Roi-Sorcier d'Angmar dans « son arrivée au pouvoir, sa domination sur Angmar et l'invasion qui va suivre de l'Arnor, terre des ancêtres d'Aragorn ». Le jeu est envoyé en usine le 15 novembre 2006 et publié le 28 novembre 2006.

## Critique
BFMEII a généralement reçu des appréciations favorables de la part des critiques de jeux vidéo. Son score agrégé, attribué par Metacritic pour sa version Windows, atteint 84 %. Les critiques ont aimé la façon dont le jeu intégrait l'univers du Seigneur des Anneaux dans un programme de stratégie en temps réel, alors que les critiques ont porté principalement sur le mode multijoueur déséquilibré. BFMEII a reçu de nombreuses distinctions, dont le Choix des Rédacteurs d'IGN. Fin mars 2006, qui est le mois de sa publication, BFME II est classé en quatrième place d'une liste des meilleures ventes du mois dans la catégorie des jeux pour PC, alors que l'édition Collector pointe à la huitième place. Le second mois après la sortie du jeu, BFMEII est le 12e jeu pour PC le plus vendu, malgré une baisse globale de 10 % des ventes de jeux vidéo ce mois-là.
Après avoir testé le jeu, PC Gamer trouve peu de défauts à celui-ci et le décrit comme un jeu globalement très bien équilibré. Comparé à son prédécesseur, Le Seigneur des Anneaux : La Bataille pour la Terre du Milieu, GamePro remarque que BFMEII a amélioré l'original sur de nombreux points fondamentaux. GameSpot (note : 8,3/10) estime que BFMEII permet une meilleure conduite de jeu que son prédécesseur et offre une perspective plus large, qui couvre une plus grande part de la Terre du Milieu. GamesRadar+ note le jeu 9/10.
De nombreux critiques apprécient les éléments de stratégie en temps réel et le graphisme du jeu. IGN considère que la bonne qualité de BFMEII est la preuve qu'Electronic Arts est vraiment intéressée à la mise au point de grands jeux de stratégie en temps réel. Malgré quelques critiques mineures, GameZone est satisfait de la conduite du jeu dans BFMEII et considère que le jeu a bien rempli sa mission consistant à permettre au joueur de faire l'expérience des turbulences du monde fantastique. Il admire aussi la conversion du jeu en version pour Xbox 360, la qualifiant d'"une des meilleures conversion de PC en console" et crédite les concepteurs d'un "travail louable pour affecter des actions aux huit boutons de la manette 360". Les notes attribuées par le site sont 8,7/10 pour la version PC et 8,5/10 pour celle pour Xbox 360. Le graphisme reçoit des louanges d'ActionTrip, qui trouve qu'il est « vraiment difficile de ne pas baver devant ce jeu », félicitant les équipes artistique et de conception du jeu pour le fabuleux travail qu'elles ont exécuté sur chaque lieu apparaissant dans la campagne pour joueur solo.
Jouer dans l'univers du Seigneur des anneaux est considéré comme extrêmement attirant par nombre de critiques. Ceux-ci trouvent que cela augmente la valeur divertissante du jeu. PC Gamer partage ce sentiment, nommant le Seigneur des Anneaux « sans doute le meilleur univers fantastique jamais créé », et GameZone pose la question : « Que serait un fan de Tolkien qui se respecte sans ce titre ? ». Les résultats plaisent également à 1UP.com, qui est convaincu que les fans du Seigneur des Anneaux ne peuvent pas manquer d'acheter le jeu". Game Revolution (qui attribue la note B au jeu) fait des compliments sur la façon dont le jeu se fond dans l'univers du Seigneur des Anneaux, observant que la mythologie et les batailles frénétiques du jeu se fondent en un ensemble très satisfaisant. L'intégration du Seigneur des Anneaux dans un jeu vidéo satisfait aussi Game Informer, et le magazine prédit que le jeu sera "un autre succès pour Electronic Arts". PC Jeux lui donne une note de 90 %.
À côté de ces réactions positives, les critiques ont cependant soulevé plusieurs questions concernant le jeu. La publication britannique sur les jeux vidéo PC Gamer UK n'est pas satisfaite du jeu, soutenant qu'Electronic Arts a choisi de publier un jeu stéréotypé, car c'était un choix plus sûr que d'orienter BFMEII dans une autre direction. La publication lui accorde cependant un indice de satisfaction de 80 %. PC Zone, qui note le jeu 7,1/10, appuie cette opinion, écrivant que, bien que le jeu semble impressionnant, il adopte une approche numérique de la stratégie en temps réel d'une « façon stupide », et conclut que « ce n'est en aucun cas le jeu que nous espérions ». La partie multijoueur du jeu déçoit GameSpy, qui la trouve trop déséquilibrée en ce qui concerne les héros, qui sont considérés comme trop puissants. Eurogamer trouve le jeu de qualité moyenne, notant qu'il n'y a pas de qualités qui le sauvent vraiment.
Gamekult est peu emballé, parlant de « jeu sans grandes surprises », avec deux campagnes jugées plates, des batailles sans envergures et une conduite du jeu ennuyeuse. Le jeu n'a obtenu que la note de 5/10 sur Factornews.
D'autres critiques sont venues des fans de J. R. R. Tolkien. Ceux-ci ont, par exemple, noté que ni Galadriel ni Tom Bombadil n'ont participé à la guerre de l'Anneau. De même, l'implication des dragons n'est pas mentionnée par l'auteur. Dans Le Hobbit, Tolkien fait mourir Smaug, le dernier dragon, 60 ans avant les événements du jeu. De même, le « roi des dragons Drogoth » est une création du jeu. Parmi d'autres inventions propres au jeu, on peut signaler l'utilisation de la machine à vapeur par les nains.

## Equipe de développement
Producteur exécutif : Mike Verdu
Producteur : Amir Rahimi
Directeur du développement : Jill Donald
Direction artistique complémentaire : Matt J. Britton
Support scénario et conception complémentaire : Mical Pedriana
Producteur assistant : Sophyrun "Sope" May
Administrateur de communauté : Aaron Kaufman
Chef de projet : Bobby Moldavon
Directeur des relations licences : Nina Dobner
Directeur artistique voix : David Fries
Graphismes complémentaires : Charles Jacobi, Eugene Cordwell Jarvis, Michael Laygo, Tse-cheng Lo, Kich Thien Ma, Original Force 3D, Casey Robinson, Jean-Pierre Roy , Allison Shelton , "Hollywood" Tim Williams